# Герб Осы
Герб Осы — официальный символ города Оса Пермского края Российской Федерации.
Ныне действующий герб Осы утверждён Решением Думы Осинского городского округа от 27 марта 2020 года № 133 "О гербе Осинского городского округа".

## Геральдическое описание герба
В серебряном поле на зеленой оконечности дерево, на котором золотой улей. Вокруг дерева черные осы. Щит увенчан золотой башенной короной о трех зубцах, имеющей золотой обруч.

## История

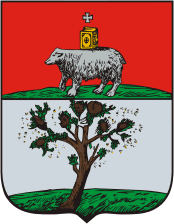
Герб Осы 1783 года

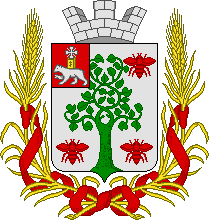
Герб Осы 1862 года

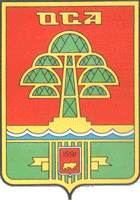
Герб Осы 1989 года

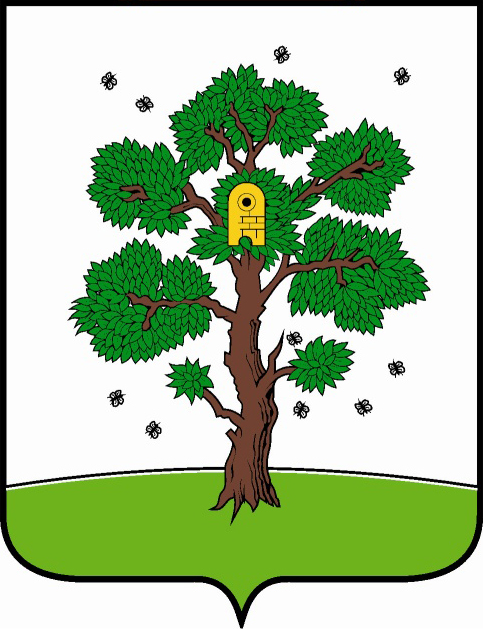
Герб Осы 2008 года без муниципальной короны

Первый официальный герб города Оса был утверждён Указом Екатерины II от 17 июля 1783 года вместе с другими гербами Пермского наместничества. Описание герба: «В верхней половине щита герб Пермский, в нижней половине „в серебряном поле стоящий на дереве улей, с летающими около него пчелами, означающий, что жители сего города имеют довольно меду“».
В 1862 году был разработан проект нового герба Осы. Описание герба: "В серебряном поле зеленое дерево, сопровождаемое в углах червлеными пчелами. В вольной части герб Пермской губернии. Щит увенчан серебряной стенчатой короной и окружён золотыми колосьями, соединёнными Александровской лентой".
Решением исполнительного комитета городского Совета народных депутатов от 15 февраля 1989 года № 30 был утверждён новый герб Осы, автором которого был Евгений Дмитриевич Шелонников. Описание герба: «На красном фоне щита изображено зеленое дерево, в нижней части щита на зеленом поле красный щиток с золотым медведем и датой „1591“».
До 2019 года существовал Осинский муниципальный район. В состав Осинского муниципального района входили: Осинское городское поселение и сельские поселения: Верхнедавыдовское, Горское, Гремячинское, Комаровское, Крыловское, Новозалесновское, Паклинское, Пальское.
22 ноября 1996 года Осинское Земское собрание Решением № 251 утвердило герб района: "...герб района является историческим символом Осинской земли, возрождает традиционные осинские символы и воспитывает патриотические чувства на исторических традициях пермской геральдики. Формой герба является традиционный щит, разделенный на две части. В верхней половине на червленом (красном) фоне помещено изображение серебряного медведя, идущего влево, на его спине Евангелие в золотом окладе с изображением восьмиконечного креста. Над изображением медведя располагается серебряный крест, непосредственно венчающий Евангелие. В нижней половине, на серебряном фоне, помещено изображение стоящего дерева липы и летающими около него пчелами в естественных цветах".
Исторический герб города был восстановлен Решением Думы Осинского городского поселения от 22 июля 2008 года № 378 «О восстановлении права использования исторического герба города Оса».
Законом Пермского края от 23 февраля 2019 года образовано новое муниципальное образование - Осинский городской округ. Все муниципальные образования, входившие в состав Осинского муниципального района, упразднены.
Герб Осинского городского округа утвержден Решением Думы Осинского городского округа от 27 марта 2020 года № 133 "О гербе Осинского городского округа". Гербом округа стал не бывший герб Осинского муниципального района, а герб бывшего Осинского городского поселения, имеющий более древний прототип.

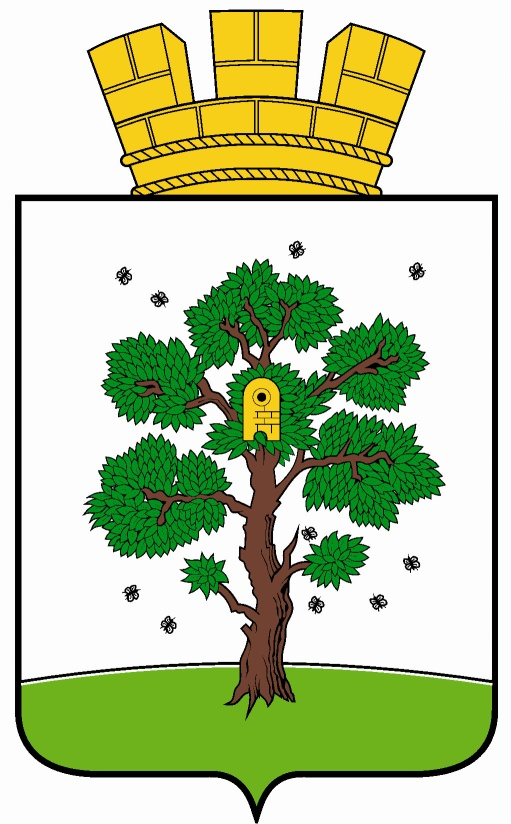
Герб с муниципальной короной городского поселения
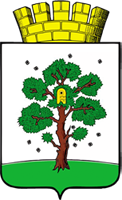
Герб с муниципальной короной городского округа
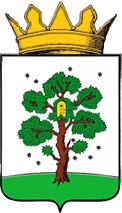
Герб с муниципальной короной муниципального округа